# Hugo Iltis
Ne doit pas être confondu avec Hugh Iltis
Hugo Iltis, né le 11 avril 1882 à Brünn (margraviat de Moravie) et mort le 22 juin 1952 à Fredericksburg (Virginie) (États-Unis), est un biologiste, phycologue, botaniste et généticien tchéco-américain.

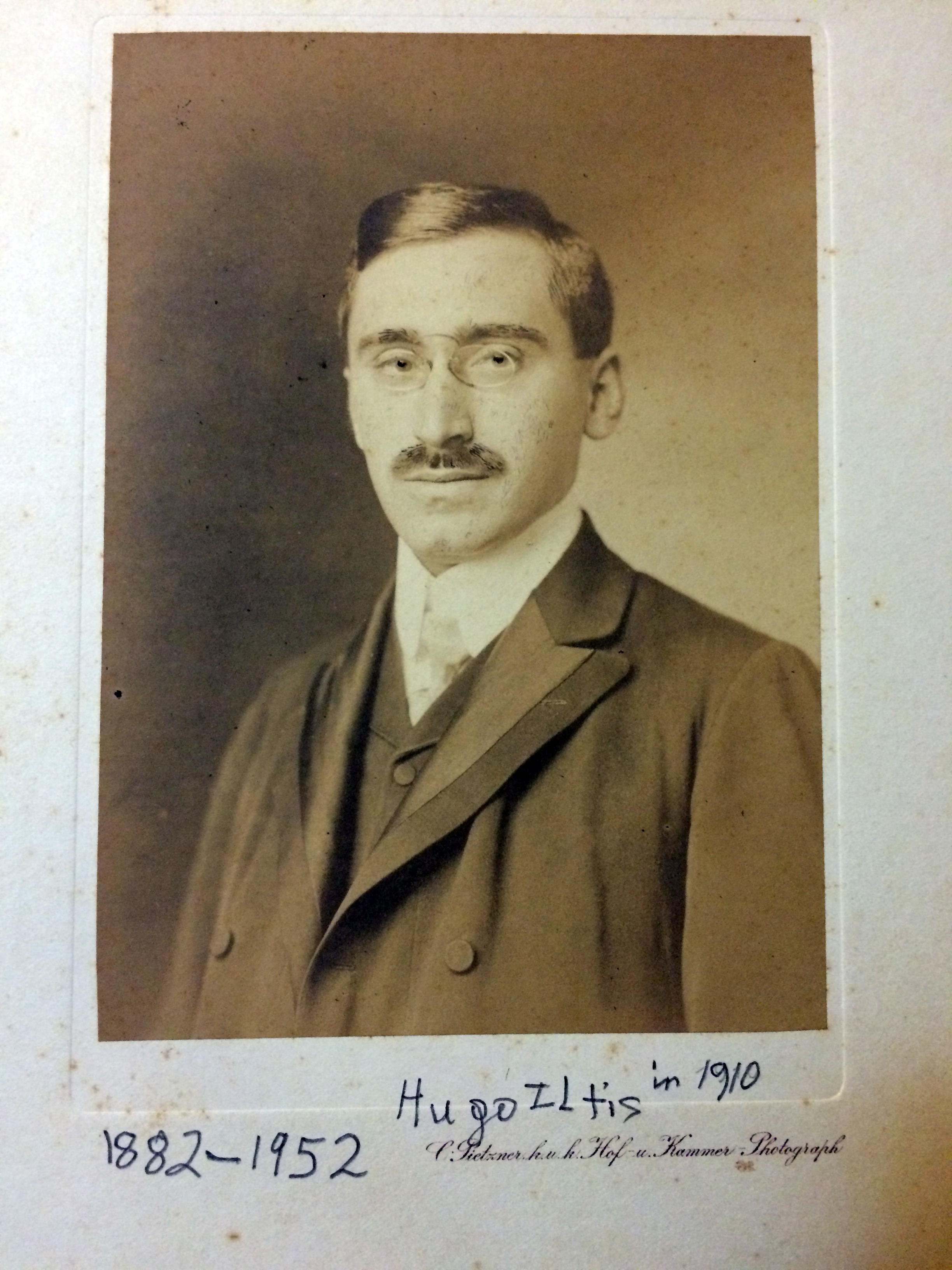
Hugo Iltis (1882-1952) in 1910